# Candia Lomellina
Candia Lomellina (Chèndia in dialetto lomellino) è un comune italiano di 1 536 abitanti della provincia di Pavia in Lombardia.
Si trova nella Lomellina occidentale, non lontano dalla riva sinistra del Sesia.

## Storia
Candia entrò a far parte dei domini di Pavia nel 1164 (diploma di Federico I), ma apparteneva forse fin da allora a un'antica famiglia locale, i Confalonieri di Candia.
Nel 1560 il feudo di Enrico da Candia fu infeudato, insieme a Valeggio, a Giovanni Arcimboldi de Candia; nel 1603 il nipote Gianangelo divenne Conte di Candia.
Nel 1675 gli Arcimboldi si estinsero e il feudo di Candia fu acquistato (1676) da Pietro Gallarati Scotti, signore di Candia e già signore dei vicini Cozzo e Sant'Angelo Lomellina.
Nel 1707 Candia, con tutta la Lomellina, passò sotto il dominio di Casa Savoia.
Nel 1859 entrò a far parte della provincia di Pavia mentre nel 1928 a Candia Lomellina fu unito il soppresso comune di Terrasa.

### Simboli
Lo stemma del comune di Candia Lomellina è stato riconosciuto con decreto del capo del governo del 16 luglio 1936.
Il gonfalone è un drappo di azzurro.

## Monumenti e luoghi d'interesse
- Ex chiesa della confraternita, con gli affreschi di Giuseppe Amisani
- Chiesa di San Michele
- Cappella di Sant'Anna
- Cappella della Madonna della Neve
- Santuario Madonna delle Grazie, in frazione Terrasa

## Società

### Evoluzione demografica
Abitanti censiti

## Cultura

### Cucina

#### Sagra dell'alborella
Nel mese di Luglio è possibile mangiare uno dei tipici pesci lomellini e servito in diverse maniere.

### Eventi

#### Processo con rogo della Pierina
Il martedì grasso nel centro abitato si rievoca il sacrificio del personaggio storico che fece la spia a favore dei piemontesi ai danni degli spagnoli nel 1617.

#### Palio del Marenghìn
Ogni prima domenica di Ottobre, nella piazza principale, le 5 contrade di Candia 
si contendono la vittoria in una serie di sfide e giochi.

#### Barceolada
Manifestazione non competitiva del mese di Agosto, con i barcè tipiche imbarcazioni a remo, dove prenderanno il via lungo il fiume Sesia arrivando in prossimità del ponte Casalese.

## Infrastrutture e trasporti
La stazione di Candia Lomellina e la fermata di Terrasa, quest'ultima soppressa nel 2003, sono poste lungo la ferrovia Castagnole-Asti-Casale-Mortara.